# Renascer
Renascer est une telenovela brésilienne produite et diffusée entre le 22 janvier 2024 et le 6 septembre 2024 sur TV Globo,.

## Synopsis
Après avoir conclu un pacte avec Jequitibá, José Inocêncio devient une figure mythique, connue comme le producteur de cacao le plus prospère de la région. Encore jeune, il gagne le cœur de Maria Santa. De leur passion intense naissent quatre enfants : José Augusto, José Bento, José Venâncio et le plus jeune, João Pedro, qui n'a jamais eu l'occasion de connaître sa mère, car elle meurt en lui donnant naissance. Cette tragédie alimente la colère de José Inocêncio, qui accuse João Pedro de la perte de son grand amour. Tout au long de leur vie, l’indifférence et le ressentiment marquent la relation entre le père et son plus jeune fils. Comme si le passé ne suffisait pas, des années plus tard, l'arrivée de la mystérieuse Mariana met toutes ces émotions à l'épreuve lorsque père et fils tombent amoureux de la même femme. Cette situation réveille des sentiments qui étaient soit endormis, soit jusque-là inconnus d’eux.

## Distribution

### Rôles principaux
| Acteur/Actrice        | Personnage                                              |
| --------------------- | ------------------------------------------------------- |
| Marcos Palmeira       | José Inocêncio (Zé Inocêncio / Painho)                  |
| Juan Paiva            | João Pedro da Conceição Inocêncio                       |
| Theresa Fonseca       | Mariana Paiva Ferreira                                  |
| Sophie Charlotte      | Eliana Vieira                                           |
| Vladimir Brichta      | Coronel Egídio da Costa Coutinho                        |
| Giullia Buscacio      | Sandra de Brito da Costa Coutinho Inocêncio             |
| Camila Morgado        | Iolanda Fernandes de Brito (Dona Patroa)                |
| Gabriela Medeiros     | Isabela Carvalho (Buba)                                 |
| Renan Monteiro        | José Augusto da Conceição Inocêncio (Zé Augusto / Guto) |
| Marcelo Mello Jr.     | José Bento da Conceição Inocêncio (Zé Bento / Bentinho) |
| Irandhir Santos       | Sebastião de Pádua (Tião Galinha)                       |
| Alice Carvalho        | Joana de Pádua (Joaninha)                               |
| Xamã                  | Damião Cunha                                            |
| Edvana Carvalho       | Inácia de Jesus Galvão                                  |
| Jackson Antunes       | Deocleciano Barbosa                                     |
| Ana Cecília Costa     | Morena de Souza Barbosa                                 |
| Mell Muzzillo         | Rita de Cássia de Jesus Galvão (Ritinha)                |
| Samantha Jones        | Elídia Jupará (Zinha)                                   |
| Lívia Silva           | Teresa Cristina Guedes (Teca)                           |
| Matheus Nachtergaele  | Norberto Ferreira do Nascimento                         |
| Almir Sater           | Turco Rachid Hassan Salhab                              |
| Eli Ferreira          | Maria Lúcia Nogueira (Professora Lu)                    |
| Breno da Matta        | Pastor Lívio                                            |
| Juliane Araújo        | Valquíria Pereira (Kika)                                |
| Pedro Neschling       | Eriberto Ramos (Eri / Beto)                             |
| Osvaldo Mil           | Marçal                                                  |
| José Duboc            | Eduardo (Du)                                            |
| Juan Queiroz          | Pitoco                                                  |
| Gabriel Lima da Silva | Neno                                                    |
| Manuela Ofredi        | Manuela de Pádua (Manu)                                 |
| Pedro Cupido          | Pedro de Pádua                                          |

### Participations spéciales
| Acteur/Actrice         | Personnage                                         |
| ---------------------- | -------------------------------------------------- |
| Humberto Carrão        | José Inocêncio (jovem)                             |
| Duda Santos            | Maria Santa da Conceição Inocêncio (Santinha)      |
| Rodrigo Simas          | José Venâncio da Conceição Inocêncio (Zé Venâncio) |
| Juliana Paes           | Jacutinga de Arrabal                               |
| Malu Mader             | Aurora Guimarães Loureiro                          |
| Lucy Alves             | Lilith                                             |
| Chico Díaz             | Padre Santo                                        |
| Antonio Calloni        | Coronel Belarmino Ferreira                         |
| Enrique Díaz           | Firmino Coutinho (Coronel Pica-Pau)                |
| Maria Fernanda Cândido | Cândida Gouveia                                    |
| Fábio Lago             | Acácio Venâncio (Venâncio / Boi)                   |
| Belize Pombal          | Quitéria Venâncio                                  |
| Quitéria Kelly         | Helena Ferreira (Nena)                             |
| Evaldo Macarrão        | Aurelino Jupará (Jupará)                           |
| Mac Suara              | Francisco Cunha (Chico)                            |
| Gabriela Loran         | Maitê                                              |
| Bianca Dellafancy      | Jorge / Janaína                                    |
| Galba Gogóia           | Natasha                                            |
| Gabriella Cristina     | Marianinha                                         |
| Malu Galli             | Meire Carvalho                                     |
| Guilherme Fontes       | Humberto Carvalho                                  |
| Miguel Rômulo          | Décio                                              |
| Julia Lemos            | Flor Jupará                                        |
| Flávia Barros          | Juliete                                            |
| Roney Villela          | Clementino                                         |
| Alexandre Damascena    | Piolho                                             |
| Kika Farias            | Ruth                                               |
| Raisa Mousinho         | Neide                                              |
| Edmilson Barros        | Delegado Nórcia                                    |
| Maria Zenayde          | Dalva                                              |
| Akin Garragar          | Investigador                                       |
| Lana Guelero           | Enfermeira                                         |
| Adanilo                | Deocleciano (jovem)                                |
| Uiliana Lima           | Morena (jovem)                                     |
| Gabriel Sater          | Turco Rachid (jovem)                               |
| Guilherme Brumatti     | Egídio (jovem)                                     |
| Caique Ivo             | João Pedro (criança)                               |
| Guilherme Leal         | José Venâncio (criança)                            |
| Davi Altino            | José Augusto (criança)                             |
| Alan Pellegrino        | Entregador Casas Bahia                             |

## Diffusion
- TV Globo (2024-2025)